# Lithosmylidia baronne
Lithosmylidia baronne là một loài côn trùng thuộc bộ Neuroptera. Loài này được Lambkin miêu tả năm 1988.